# Colposis mutilatus
Colposis mutilatus es una especie de coleóptero de la familia Salpingidae.

## Distribución geográfica
Habita en Europa.